# Mustjõe (Tallinn)
Mustjõe is een subdistrict of wijk (Estisch: asum) binnen het stadsdistrict Haabersti in Tallinn, de hoofdstad van Estland. De wijk telde 3.341 inwoners op 1 januari 2020.
De wijk ontleent haar naam aan de beek Mustjõgi (‘Zwarte stroom’), die in deze wijk in zee uitmondt. De Baltische Duitsers noemden de wijk Schwarzenbeck.

## Geografie
De wijk ligt aan de Baai van Kopli, die deel uitmaakt van de Baai van Tallinn. Verder grenst ze (vanaf het noorden met de wijzers van de klok mee) aan de wijken Merimetsa, Lilleküla, Veskimetsa en Haabersti.

## Bijzonderheden
Mustjõe bestaat voor het grootste deel uit vrijstaande huizen, doorgaans gebouwd na 1970, en met veel groen ertussen. Er zijn ook enkele bedrijven gevestigd, voornamelijk langs de Paldiski maantee, de grote doorgaande weg die door de wijk loopt. Verder is er een middelbare school, het Tallinna Mustjõe Gümnaasium. Het gebied tussen de Paldiski maantee en de Baai van Kopli is grotendeels onbebouwd.
Enkele buslijnen komen door Mustjõe. Daaronder zijn de voormalige trolleybuslijnen 6 en 7, sinds 2016 de buslijnen 42 en 43, die over de Paldiski maantee lopen.
Langs de Baai van Kopli loopt een voetpad annex fietspad, dat gedeeltelijk bestaat uit een houten vlonder op pijlers. Het pad verbindt het Ests openluchtmuseum in Rocca al Mare met het strand Stroomi in de wijk Pelguranna.

## Foto’s

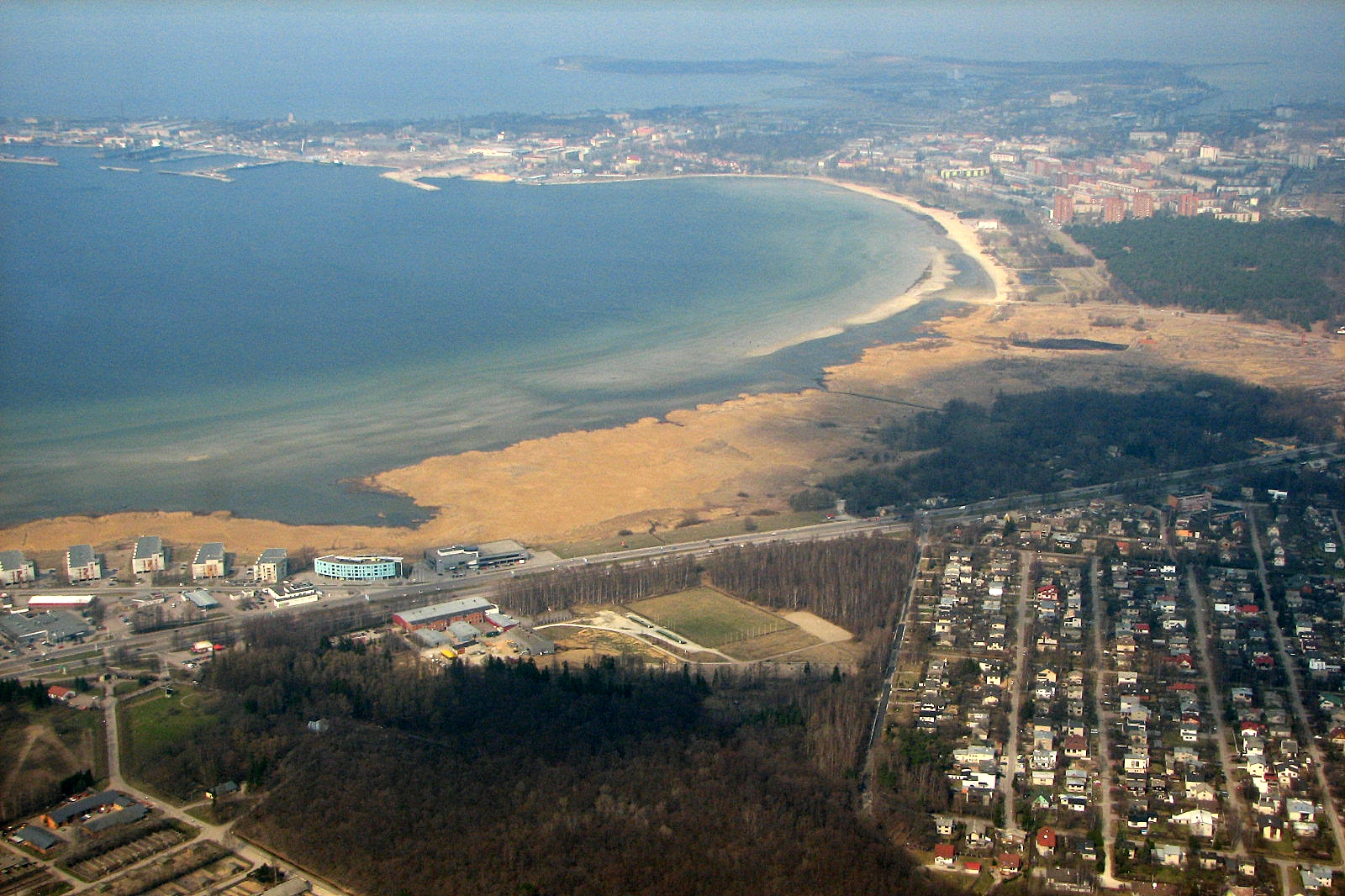
De Baai van Kopli. De verspreide bebouwing rechtsonder op de foto is Mustjõe. Links daarvan ligt de dierentuin van Tallinn. Boven Mustjõe ligt de wijk Merimetsa, die voornamelijk uit bos bestaat. Links boven Merimetsa ligt de wijk Pelguranna en weer links daarvan de wijk Kopli, die op een schiereiland ligt
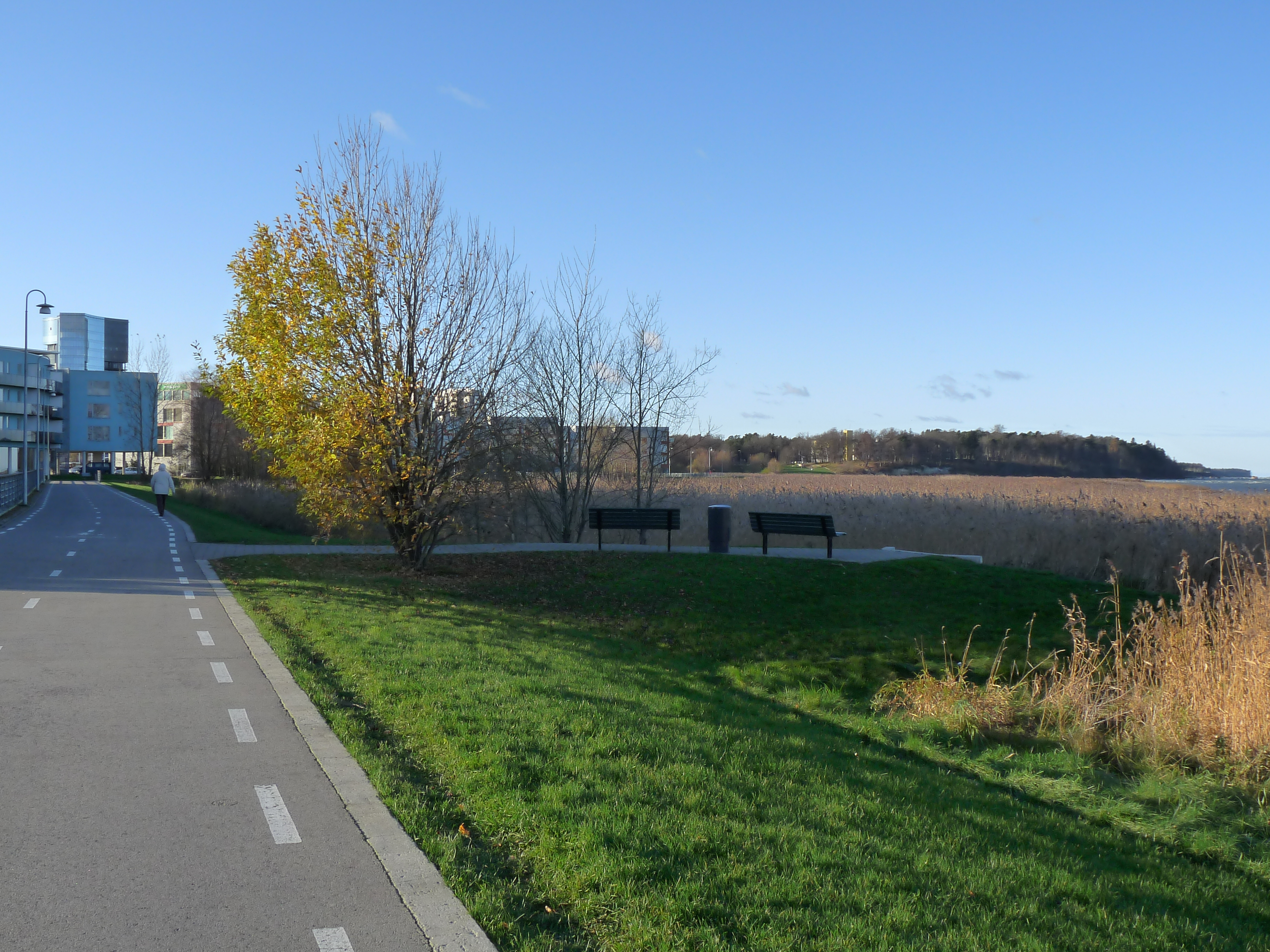
Mustjõe. Rechts de Baai van Kopli
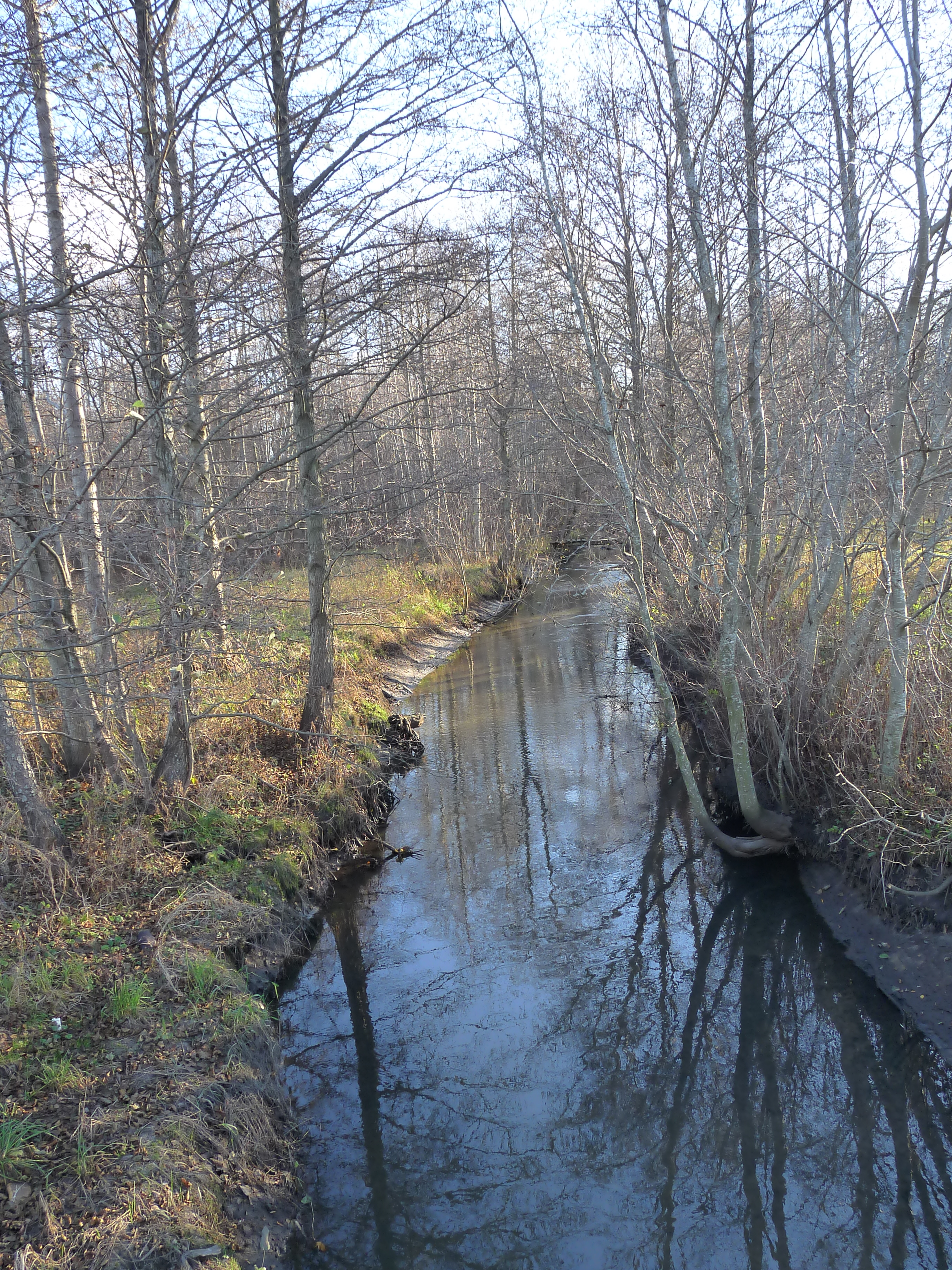
De beek Mustjõgi
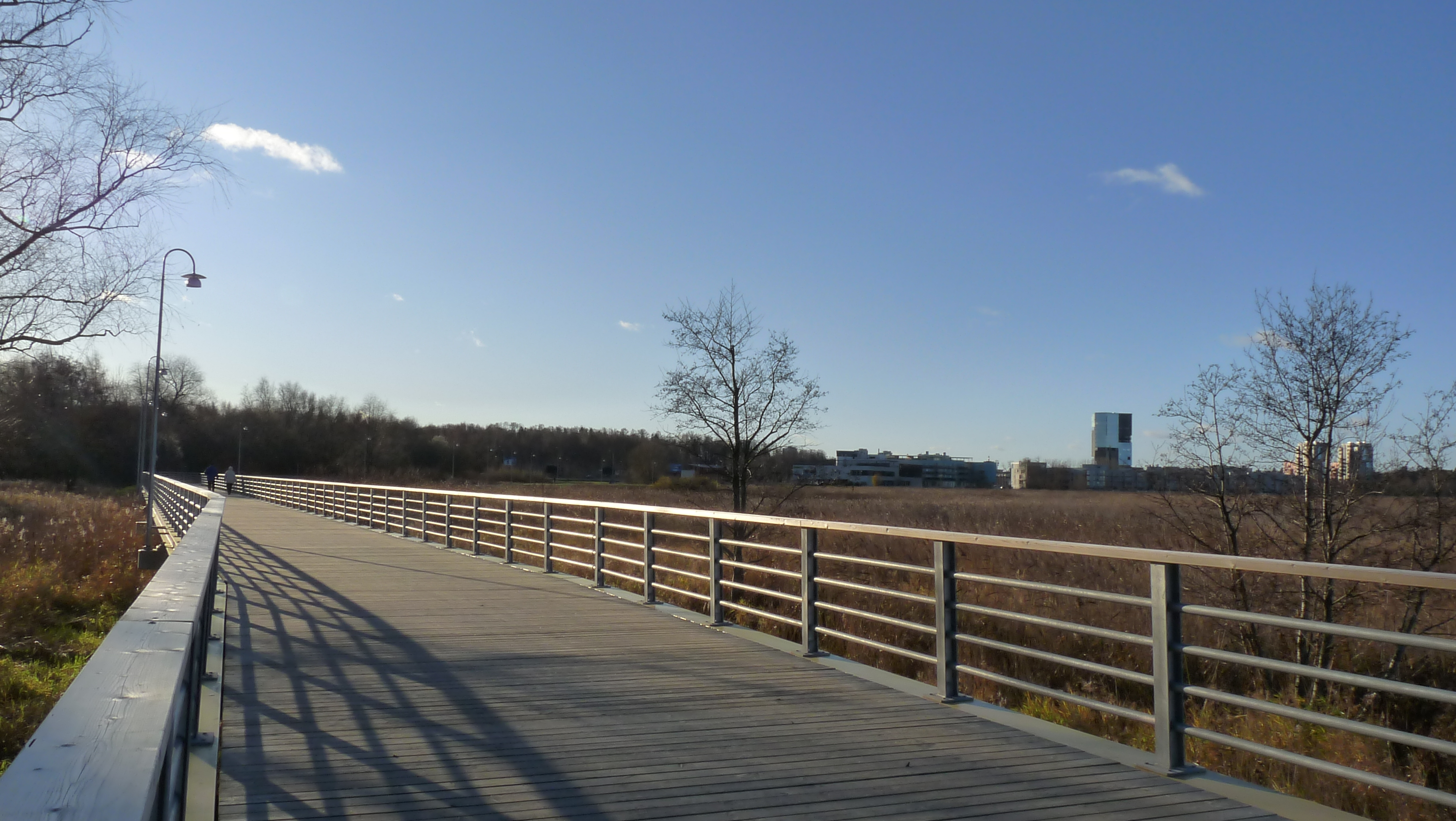
Het voetpad annex fietspad tussen Rocca al Mare en het strand Stroomi